# Julian Eggebrecht
Pour les articles homonymes, voir Eggebrecht.
Julian Eggebrecht est un développeur de jeux vidéo allemand. Il était le président et le directeur créatif de Factor 5.

## Biographie
Il a notamment œuvré sur les jeux Turrican, Indiana Jones' Greatest Adventures et la série Star Wars: Rogue Squadron. Factor 5 a fermé en 2008 à la suite de difficultés financières notamment à cause de l'échec critique et commercial du jeu Lair et de deux jeux signés avec Brash Entertainment, un éditeur n'ayant pu honorer ses contrats pour cause de banque-route. Eggbrecht a depuis fondé TouchFactor, une structure dédiée au jeu mobile, avec d'anciens employés de Factor 5.